# サンダスキー駅
サンダスキー駅（英語：Sandusky Station）は、アメリカ合衆国オハイオ州サンダスキーノース・デポ・ストリート1200にある駅 。駐車場がある。 アメリカ合衆国国家歴史登録財に指定。

## 利用可能な鉄道路線／列車
アムトラックの停車する列車は下記の通り。
シカゴとニューヨーク／ボストン間の夜行長距離列車レイクショア・リミテッド号…1日1往復停車（当駅にはシカゴ-ニューヨーク間・シカゴ-ボストン間の編成とも停車  オールバニ・レンセラー駅にてニューヨーク編成&ボストン編成と 連結/切り離し）
シカゴとワシントン間の夜行長距離列車キャピトル・リミテッド号…1日1往復停車